# Diadi
Diadi (Bayan ng Diadi) är en kommun i Filippinerna. Kommunen ligger på ön Luzon, och tillhör provinsen Nueva Vizcaya. Folkmängden uppgår till 14 374 invånare.

## Bildgalleri

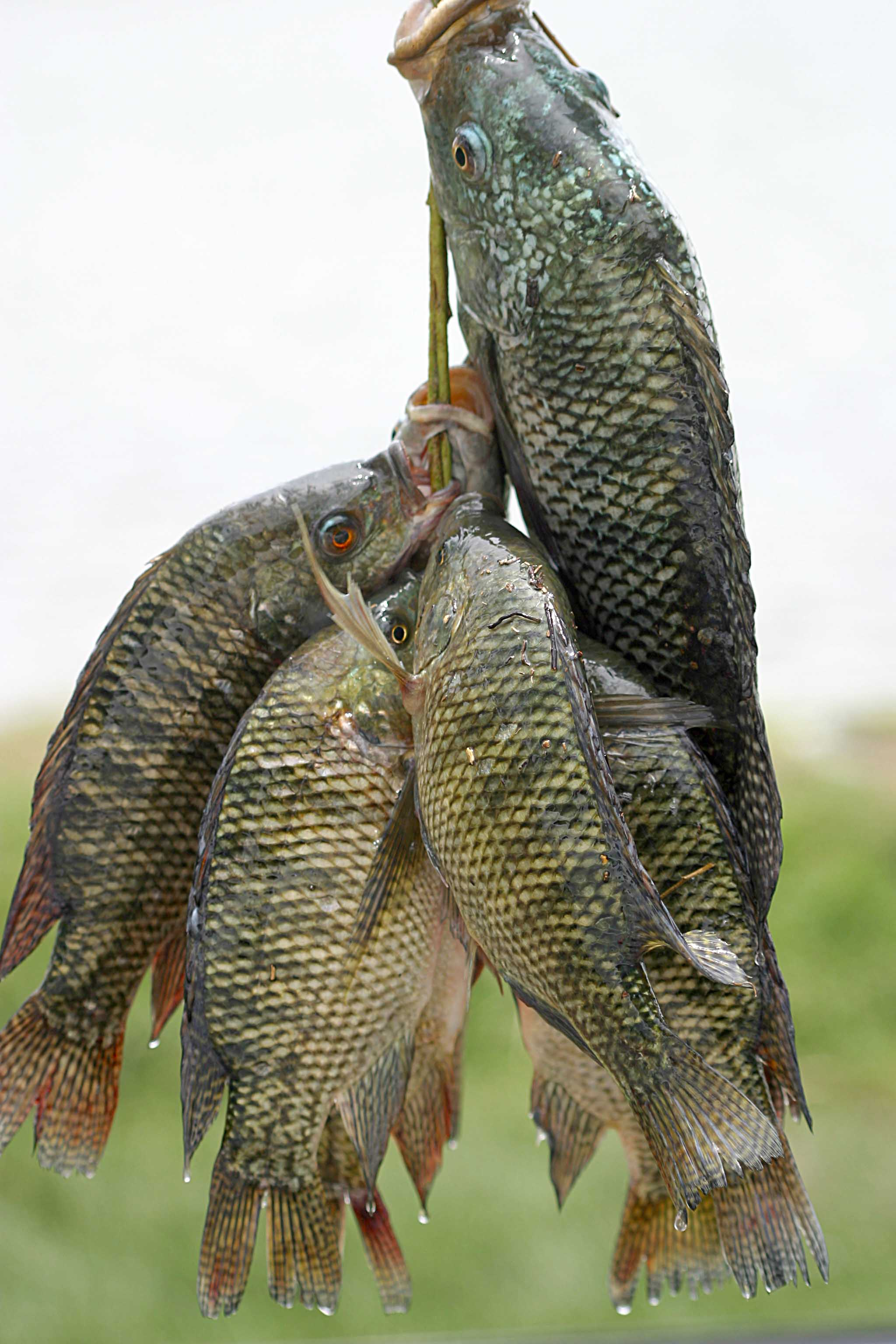

## Barangayer
Diadi är indelat i 19 barangayer.
| - Arwas - Balete - Bugnay - Decabacan - Duruarog - Escoting - Nagsabaran - Namamparan - Pinya - Poblacion | - Ampakling - Butao - Langca - Lurad - Rosario - San Luis - San Pablo - Villa Aurora - Villa Florentino |